# Get up!
Get up! is een nummer van het duo Jill & Lauren. Het nummer werd in 2010 uitgebracht met als doel deel te nemen aan Junior Eurosong 2010, de Belgische preselectie voor het Junior Eurovisiesongfestival. Na in de eerste voorronde Emile te hebben uitgeschakeld, won het duo de finale op vrijdag 1 oktober 2010. Hierdoor mochten zij vervolgens namens België naar het Junior Eurovisiesongfestival 2010 in de Wit-Russische hoofdstad Minsk. Daar werd Get up! uiteindelijk 7de van de 14 deelnemende nummers.

## Hitnotering

### VlaamseUltratop 50
| Hitnotering: (Week 1 t/m 4) 09-10-2010 t/m 30-10-2010 Hitnotering: (Week 5 t/m) 27-11-2010 t/m | Hitnotering: (Week 1 t/m 4) 09-10-2010 t/m 30-10-2010 Hitnotering: (Week 5 t/m) 27-11-2010 t/m | Hitnotering: (Week 1 t/m 4) 09-10-2010 t/m 30-10-2010 Hitnotering: (Week 5 t/m) 27-11-2010 t/m | Hitnotering: (Week 1 t/m 4) 09-10-2010 t/m 30-10-2010 Hitnotering: (Week 5 t/m) 27-11-2010 t/m | Hitnotering: (Week 1 t/m 4) 09-10-2010 t/m 30-10-2010 Hitnotering: (Week 5 t/m) 27-11-2010 t/m | Hitnotering: (Week 1 t/m 4) 09-10-2010 t/m 30-10-2010 Hitnotering: (Week 5 t/m) 27-11-2010 t/m | Hitnotering: (Week 1 t/m 4) 09-10-2010 t/m 30-10-2010 Hitnotering: (Week 5 t/m) 27-11-2010 t/m |
| Week                                                                                           | 1                                                                                              | 2                                                                                              | 3                                                                                              | 4                                                                                              | 5                                                                                              | 6                                                                                              |
| ---------------------------------------------------------------------------------------------- | ---------------------------------------------------------------------------------------------- | ---------------------------------------------------------------------------------------------- | ---------------------------------------------------------------------------------------------- | ---------------------------------------------------------------------------------------------- | ---------------------------------------------------------------------------------------------- | ---------------------------------------------------------------------------------------------- |
| Nummer                                                                                         | 24                                                                                             | 27                                                                                             | 40                                                                                             | 49                                                                                             | uit                                                                                            | 30                                                                                             |